# Gleichenia sect acropterygium
Gleichenia sect là một loài dương xỉ trong họ Gleicheniaceae. Loài này được Diels in Engl. & Prantl mô tả khoa học đầu tiên.
Danh pháp khoa học của loài này chưa được làm sáng tỏ. 